# 원스 어폰 어 허니문
원스 어폰 어 허니문(Once Upon a Honeymoon)은 미국에서 제작된 레오 맥커리 감독의 1942년 모험, 코미디, 드라마 영화이다. RKO 픽처스를 통해 개봉되었다. 아카데미상의 아카데미 음향상 후보로 지명되었다.

## 출연
- 케리 그랜트
- 진저 로저스
- 발터 슬레작
- 앨버트 데커
- 퍼리키 보로스
- 존 배너
- 해리 섀넌
- 에머리 파넬